# Vergezac
Vergezac är en kommun i departementet Haute-Loire i regionen Auvergne-Rhône-Alpes i centrala Frankrike. Kommunen ligger i kantonen Loudes som tillhör arrondissementet Le Puy-en-Velay. År 2022 hade Vergezac 470 invånare.

## Befolkningsutveckling
Antalet invånare i kommunen Vergezac
| Referens: INSEE |